# Eos (gènere)
Eos és un gènere d'ocells de la família dels psitàcids.

## Descripció
El plomatge del gènere Eos és predominantment vermell, amb taques blaves, morades o negres. Tenen una llargada des dels 24 cm del lori de Seram fins als 31 cm en diverses de les espècies més grosses. El bec és de color vermell ataronjat, l'iris és de color vermellós a marró vermellós i les potes grises. Els mascles i les femelles són idèntics en aparença externa. Com a curiositat, l'olor que fan recorda el mesc, especialment notable en el lori alanegre, que es conserva fins i tot en els espècimens dels museus. L'aparença del individus juvenils és que són parcialment estriats a causa que els extrems de les plomes són més fosques, i tenen el bec de color marró d'ataronjat a negre.
Les espècies del gènere Eos es distingeixen de les del gènere Chalcopsitta per la cua més curta i l'absència d'una tros de pell nua al voltant de les mandíbules. Els membres d'Eos no tenen plomatge verd, la qual cosa els ajuda a distingir-los d'algunes espècies d'altres gèneres de loris.

## Comportament i ecologia
Els loris d'Eos s'alimenten del nèctar i el pol·len de diversos arbres i plantes. Se sap molt poc sobre la dieta de la majoria d'espècies, però s'ha observat que els ocells s'alimenten de flors de cocos, Eugenia, arbres de corall (Erythrina), Canarium i sagú (Metroxylon). A més, s'han observat alimentant-se de fruits verds de figueres (Ficus), i s'han trobat insectes a l'estómac d'almenys una espècie (el lori vermell). Es creu que algunes espècies són nòmades i es mouen entre illes dins del seu territori per trobar menjar. Aparentment, aquests moviments també poden ser diaris, com el lori ventrenegre fent viatges diaris des de les seves illes principals a illes més petites de la costa.
Els loris d'Eos són aparentment reproductors estacionals. Els ocells que busquen llocs de nidificació que varien segons les espècies, com ara el lori alanegre que ho fa entre juny i juliol o el lori vermell que ho fa entre agost i setembre. Com la majoria dels lloros, nidifiquen en cavitats, generalment nien en les capçades de grans i alts arbres, ja sigui als boscos o als hàbitats modificats. La major part del que se sap sobre el comportament de nidificació es deriva d'ocells en captivitat. Generalment, la posta és de dos ous que incuben durant 26-27 dies. Els pollets triguen uns 75 a 87 dies a volar.

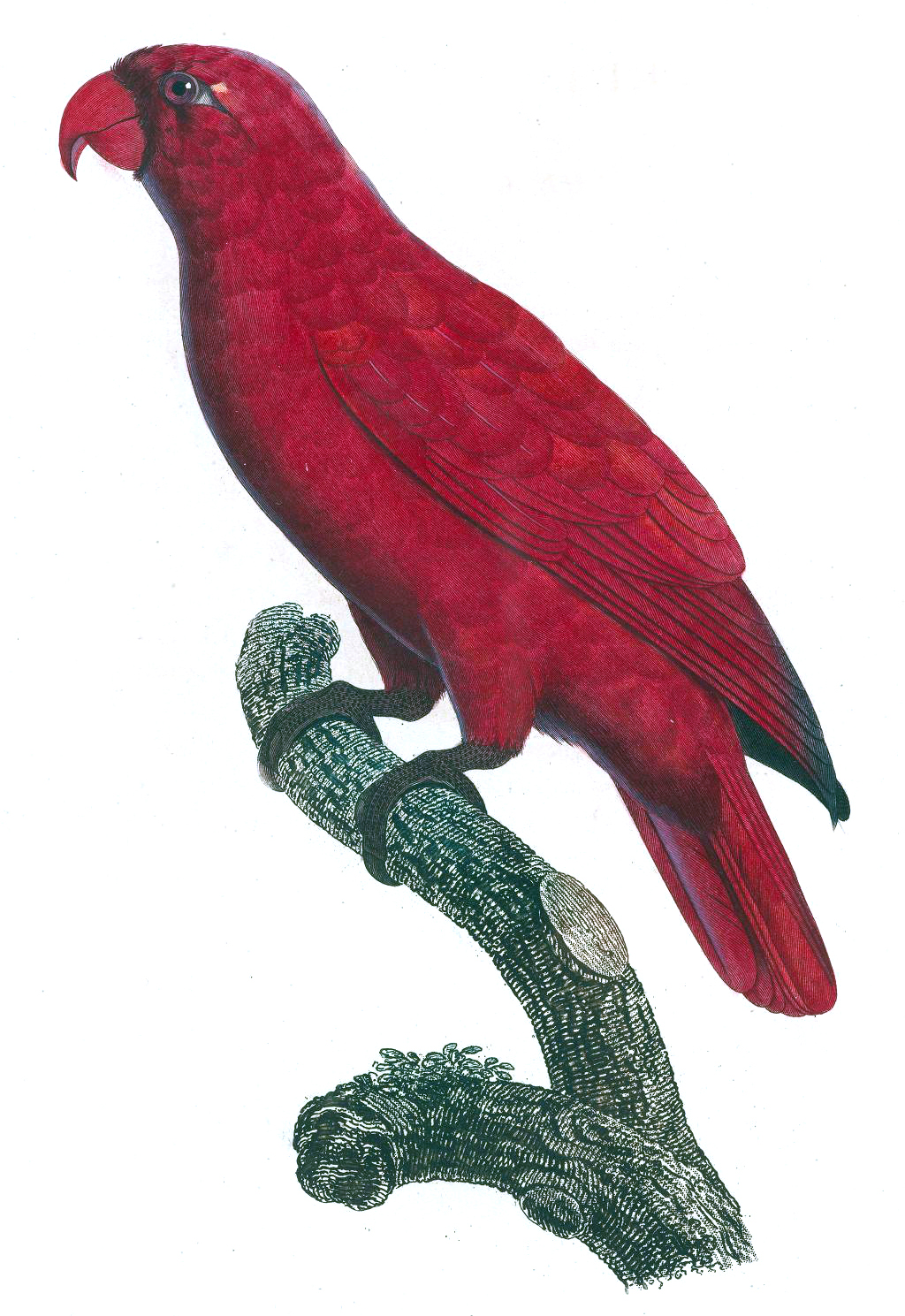
Eos unicolor, una espècie possiblement extingida de les Moluques.

## Estat i conservació
Les amenaces per a aquests lloros inclouen la pèrdua d'hàbitat i la captura per al comerç d'ocells de gàbia. Per exemple, entre 1983 i 1989 es van capturar i exportar una mitjana de 3.200 loris vermells a l'any, la qual cosa sembla que ha provocat descensos en algunes parts de la seva distribució. El llori arlequí és una espècie en perill d'extinció, i el llori alanegre està classificat com a vulnerable. El lori arlequí està inclòs en l'Apèndix I de la CITES, que prohibeix tot el comerç d'ocells salvatges capturades, mentre que la resta d'espècies es troben a l'Apèndix II i requereixen permisos per al seu comerç.

## Taxonomia
El gènere Eos va ser introduït pel naturalista alemany Johann Georg Wagler el 1832. Eos «Ἔως» és grec antic quesignifica “alba”, referint-se al plomatge vermell. El 1840 l'espècie tipus va ser designada posteriorment com el lori arlequí (Eos histrio) pel zoòleg anglès George Robert Gray.
Els parents més propers d'aquest gènere són les espècies del gènere Trichoglossus. Els gèneres Eos, Trichoglossus, Chalcopsitta i Pseudeos formen un únic clade dins de la tribu Lorinii. El lori cardenal (Chalcopsitta cardinalis) de vegades ha estat inclòs en el gènere.
Segons la Classificació del Congrés Ornitològic Internacional (versió 14.2, 2024) aquest gènere està format per 6 espècies:
- lori alanegre (Eos cyanogenia).
- lori arlequí (Eos histrio).
- lori de les Tanimbar (Eos reticulata).
- lori de Seram (Eos semilarvata).
- lori ventrenegre (Eos squamata).
- lori vermell (Eos bornea).